# Tre lire primo giorno
Tre lire primo giorno è un film del 2008 diretto da Andrea Pellizzer.
Si tratta della prima regia di un lungometraggio per Andrea Pellizzer.

## Trama
Narra le vicende di quattro infermieri che insieme a un anziano paziente intraprendono un viaggio picaresco nel centro-nord dell'Italia alla ricerca di un mitico e prezioso francobollo a cui allude anche il nome del film: il Tre Lire toscano.

## Distribuzione
È stato presentato a diversi festival del cinema nazionali e internazionali, come il Cairo International Film Festival, il Festival Cinematografico Internacional del Uruguay, l'Indianapolis International Film Festival, l'Ischia Film Festival, il  Gallio Festival, il Mantova Film Festival.
Il film è uscito nelle sale italiane il 17 giugno 2009 a Milano.

## Riconoscimenti
- 2009 - International Beverly Hills Film Festival
  - Palma d'oro
  - Miglior Film straniero
- 2009 - Mantova Film Festival
  - Menzione d'onore